# Дублиращ национален отбор на Русия по футбол
Дублиращият национален отбор на Русия по футбол е втори състав на националния отбор. В него играят футболисти от разширения състав на националния отбор, които не попадат в списъка на треньора. Отборът съществува в периодите 1993-2004 и 2011-2012

## История
Отборът е създаден през януари 1993, като футболистите на Локомотив Моква играят като дублиращ национален отбор на Русия 3 контроли в Индия. Отборът играе само контролни и неофициални срещи. През 1995 дублиращият отбор побеждава първият тим на „Сборная“ с 4-2. През 2004 отборът е разформирован след като е изиграл 10 мача в цялата си история. През 2011 дейността му е възобновена, а треньор е Юрий Красножан. Първият си мач под негово ръководство отборът играе срещу младежите на Русия на стадион Локомотив в Нижни Новгород и побеждава с 2-1. През 2012 участва в International Challenge Trophy, където вторият тим на Русия побеждава Белгия с 4-0. След смяната на ръководството в РФС вторият отбор на „Сборная“ е закрит поради недостатъчно финансиране.

## Стадион
Дублиращият национален отбор на Русия няма постоянен домакински стадион. Отборът е изиграл по 1 среща на стадионите Локомотив в Нижни Новгород, Динамо в Брянск, Ахмат-Арена в Грозни, КАМАЗ в Набережние Челни и Олимп 2.

## Мачове
| Дата             | Град                    | Съперник        | Резултат | Треньор          | Голмайстори                                                                            |
| ---------------- | ----------------------- | --------------- | -------- | ---------------- | -------------------------------------------------------------------------------------- |
| 21 януари 1993   | Ченай, Индия (н)        | Румъния-2       | 1:1      | Юри Сьомин       | Равил Сабитов 16'                                                                      |
| 25 януари 1993   | Мадрас, Индия (н)       | Боливия         | 2:1      | Юри Сьомин       | Витали Никулкин 19', Олег Гарин 26'                                                    |
| 29 януари 1993   | Мадрас, Индия (н)       | КНДР            | 0:1      | Юри Сьомин       |                                                                                        |
| 23 декември 1994 | Билбао, Испания (г)     | Баски           | 0:1      | Павел Садирин    |                                                                                        |
| 1 август 1995    | Москва, Русия (д)       | Русия           | 4:2      | Олег Романцев    | Александър Маслов 18', Валерий Шмаров 33', Алексей Косолапов 66', Дмитрий Аленичев 68' |
| 4 август 1998    | Москва, Русия (д)       | Русия           | 1:2      | Анатолий Бишовец | Василий Кулков 10'                                                                     |
| 6 октомври 1999  | Москва, Русия (д)       | Германия-2      | 1:1      | Сергей Павлов    | Олег Терьохин 73'                                                                      |
| 4 септември 2003 | Аален, Германия (г)     | Германия 2006   | 2:3      | Юрий Смирнов     | Роман Шаронов 35', Ерик Корчагин 63'                                                   |
| 27 април 2004    | Раменское, Россия (д)   | Германия 2006   | 1:1      | Юрий Смирнов     | Александър Панов 19'                                                                   |
| 18 август 2004   | Костанай, Казахстан (г) | Казахстан       | 1:1      | Юрий Смирнов     | Спартак Гогниев 4'                                                                     |
| 10 август 2011   | Нижний Новгород (д)     | Русия до 21     | 2:1      | Юрий Красножан   | Владислав Игнатиев 17', Алексей Йонов 82'                                              |
| 5 септември 2011 | Брянск (д)              | Беларус младежи | 0:0      | Юрий Красножан   |                                                                                        |
| 10 октомври 2011 | Минск (г)               | Беларус младежи | 3:2      | Юрий Красножан   | Александър Прудников, Заур Садаев, Алексей Йонов                                       |
| 12 ноември 2011  | Грозни (д)              | Литва           | 2:0      | Юрий Красножан   | Олег Самсонов, Андрей Ещенко                                                           |
| 15 август 2012   | Набережние Челни (д)    | Белгия до 20    | 4:0      | Юрий Красножан   | Алексей Йонов, Александър Сапета, Кирил Панченко, Владимир Дядюн                       |
| 9 септември 2012 | Ростов (д)              | Турция до 21    | 4:1      | Юрий Красножан   | Алексей Йонов, Алексей Сапогов, Кирил Панченко, Владимир Риков                         |

В първите 3 мача като дублиращ национален отбор на Русия играе Локомотив (Москва).